# 아키모토 코마치
아키모토 코마치(일본어: 秋元 こまち, 한국명: 박하늘)은 토에이 애니메이션의 제작의 애니메이션《Yes! 프리큐어5 &Yes! 프리큐어5 GoGo!》에 등장하는 가공의 인물. 애니메이션에서 목소리를 연기한 성우는 일본판은 나가노 아이, 한국판은 서유리.

## 프로필
※ 일본판 / 한국판 順
| 아키모토 코마치 / 박하늘 | 아키모토 코마치 / 박하늘               |
| ------------------------ | -------------------------------------- |
| 성별                     | 여자                                   |
| 신분                     | 학생                                   |
| 소속                     | 생크 뤼미에르학원 도서부               |
| 가족관계                 | 부모님, 언니(아키모토 마도카 / 박하영) |
| 변신명                   | 큐어 민트(Cure Mint)                   |
| 퍼스널 컬러              | 초록색                                 |
| 속성                     | 대지                                   |
| 등장 프리큐어 시리즈     | Yes! 프리큐어5 Yes! 프리큐어5 GoGo!    |

## 인물소개
생크 뤼미에르 학원 중등부 3학년생으로 유메하라 노조미의 선배. 독서를 좋아하여 도서부장을 맡고 있으며 학생회장인 미나즈키 카렌과는 단짝친구 사이로 함께 붙어다니는 일이 많고 후배들의 선망과 존경을 한몸에 받고 있다.
집은 '코마치(小町)'라는 다이후쿠로 유명한 오래된 화과자 가게이며 가족은 부모님과 붕어빵처럼 닮았지만, 성격은 정반대인 언니 마도카가 있다.
언뜻 짧은 단발머리로 보이지만 뒤에 꽁지부분을 길게 늘리고 있다. 좋아하는 음식은 녹차와 양갱으로 무슨 요리든 양갱을 다 넣는 독특한 취향이 있다. 매운 것도 잘 먹는 듯하며 아무렇지도 않게 그 주스를 마신다.
호기심이 왕성하고 박학다식하며, 소설가가 되는 것을 꿈으로 하여 시간이 나면 자작소설을 쓴다.
카렌과 함께 유메하라 노조미에게 프리큐어 스카웃 제의를 받고 그 과정에서 작가를 꿈꾸는 자신의 꿈을 응원해 준 노조미를 도와주고 싶다는 강한 마음이 핑키 캐처를 얻어 대지의 프리큐어 큐어 민트로 각성한다.
엄격하고 빈틈없는 성격의 절친인 카렌과는 대조적으로 항상 서글서글 웃는 얼굴에 매우 온화하고,온순하고,순하고 친절하고 다정하며 차분하고 느긋한 성격이고, 담력도 가장 센 편이라 괴담이나 유령같은건 전혀 겁내지 않으며 오컬트에 관심이 많아 관련얘기가 나오면 평소와 다르게 앞장서서 행동하기도 한다. 현실감각에 동떨어진 4차원적인 면모도 있어 태연한 얼굴로 느닷없는 말을 하는 등 생뚱맞고도 엉뚱한 면이 넘친다.
작중 썼던 '해적 허리케인'이라는 쥬브나일 작품이 인연이 되어 너츠와 친해졌으며, 나중에는 그를 좋아하게 된다.

## 큐어 민트
"평온함을 주는 생명의 대지, 큐어 민트!" (安らぎの緑の大地、キュアミント!) 이미지 색은 녹색.
변신 후 복장의 기본 테마색은 초록색. 변신 전의 머리에서 더 풍성해지고 꽁지 부분이 더 길어져 두개로 나뉘며, 색도 선명하고 짙은 초록색으로 변한다. 1기에서는 큐어 아쿠아처럼 나비 모양 머리 장식을, 2기(GoGo!)에선 거기에 장미 디자인이 더해졌다. 가슴팍에 박힌 보석의 색깔은 초록색의 보색인 빨간색. 복장의 디자인은 1기 2기모두 전체적으로 아쿠아와 비슷하다.
전투 스타일은 방어나 다른 멤버들의 원거리 지원을 담당하며, 필살기도 기본적으로 방어형이지만, 감정이 폭발되면 자신의 기술을 공격으로 반전시켜서 엄청난 파괴력을 발휘하기도 한다.
1기 필살기의 구호는 "대지를 흔드는 소녀의 분노! 자 받아라!" (大地を揺るがす乙女の怒り、受けてみなさい! )
필살기
- 프리큐어 민트 프로텍션[4]
- 프리큐어 민트 실드
- 프리큐어 에메랄드 소서